# José Vieira de Araújo
José Vieira de Araújo (* 9. September 1985) ist ein osttimoresischer Politiker.
Araújo hat an der Universidade da Paz (UNPAZ) einen Bachelor für internationale Beziehungen und Verfassungsrecht erhalten. Außerdem hat er einen Master-Titel in Staatsrecht und Öffentlicher Verwaltung. 2019 wurde Araújo Berater der Kommission für Bildung, Gesundheit, soziale Sicherheit und Gleichstellung der Geschlechter (Kommission F) des Nationalparlaments Osttimors.
Am 1. Juli 2023 wurde Araújo, in der IX. Regierung Osttimors von Premierminister Xanana Gusmão, zum Staatssekretär für Viehzucht vereidigt.